# Lac Pépin (États-Unis)
Pour les articles homonymes, voir Lac Pépin.
Le lac Pépin est un lac naturel formé par le fleuve Mississippi à la limite entre les États du Minnesota et du Wisconsin aux États-Unis.

## Géographie
Il s'est formé derrière l'accumulation de sédiments apportés par la rivière Chippewa. Il s'étend sur 35 km sur le cours du Mississippi en aval de Minneapolis pour une largeur maximale de 3 à 4 km. 
Le lac borde, du côté du Wisconsin, le village de Pepin situé dans la commune de Pepin situé dans le comté de Pepin. Du côté du Minnesota, le lac longe le Parc d'État de Frontenac.
La plus grande ville située sur les bords du lac est Lake City. 

## Histoire
Pepin doit son nom aux explorateurs français et aux coureurs des bois canadiens-français qui parcouraient cette contrée au XVIIe siècle. Le roi Louis XIII de France aurait accordé une grande parcelle de terre dans la vallée du fleuve Mississippi à deux frères, Étienne Pepin de la Fond et Guillaume Pepin de la Fond dit Tranchemontagne. Les fils de Guillaume, Pierre Pepin et Jean Pepin, explorèrent à leur tour la région de la Haute-Louisiane et du Pays des Illinois et leur patronyme resta attaché au village, à la commune, au comté et au lac voisin.
En 1695, le gouverneur de la Nouvelle-France, Louis de Buade de Frontenac, donna l'ordre à Pierre-Charles Le Sueur de construire un fort le long du lac, qu'il nomma à son honneur, le Fort Le Sueur.
Au XVIIIe siècle, les Français ont construit le fort Beauharnois sur ses rives. Les Sioux ont construit 95 cabanes pour habiter autour du fort. 

En 1922, Ralph Samuelson inventa le ski nautique sur le lac Pépin. 

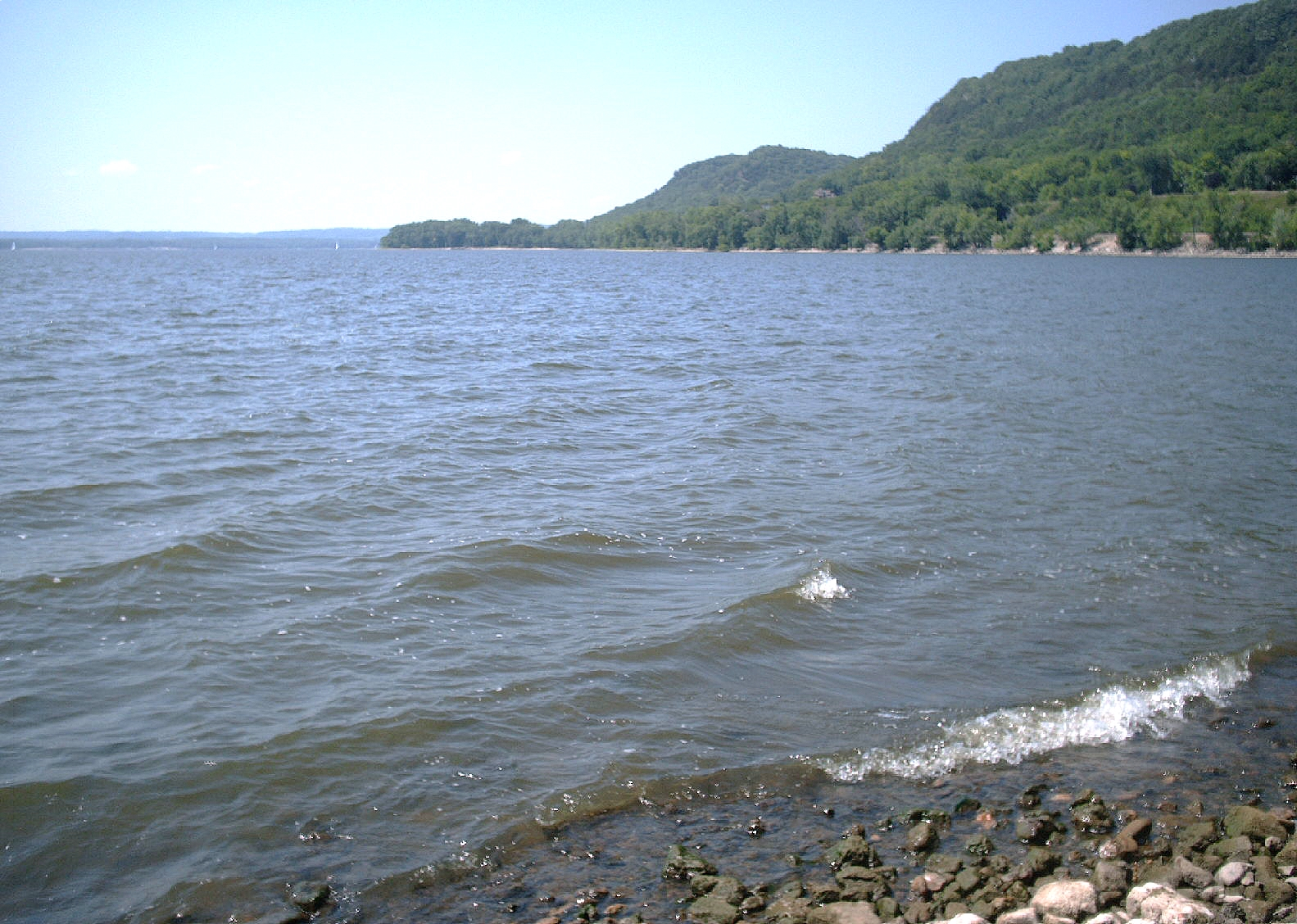
Lac Pepin vu depuis le Wisconsin.

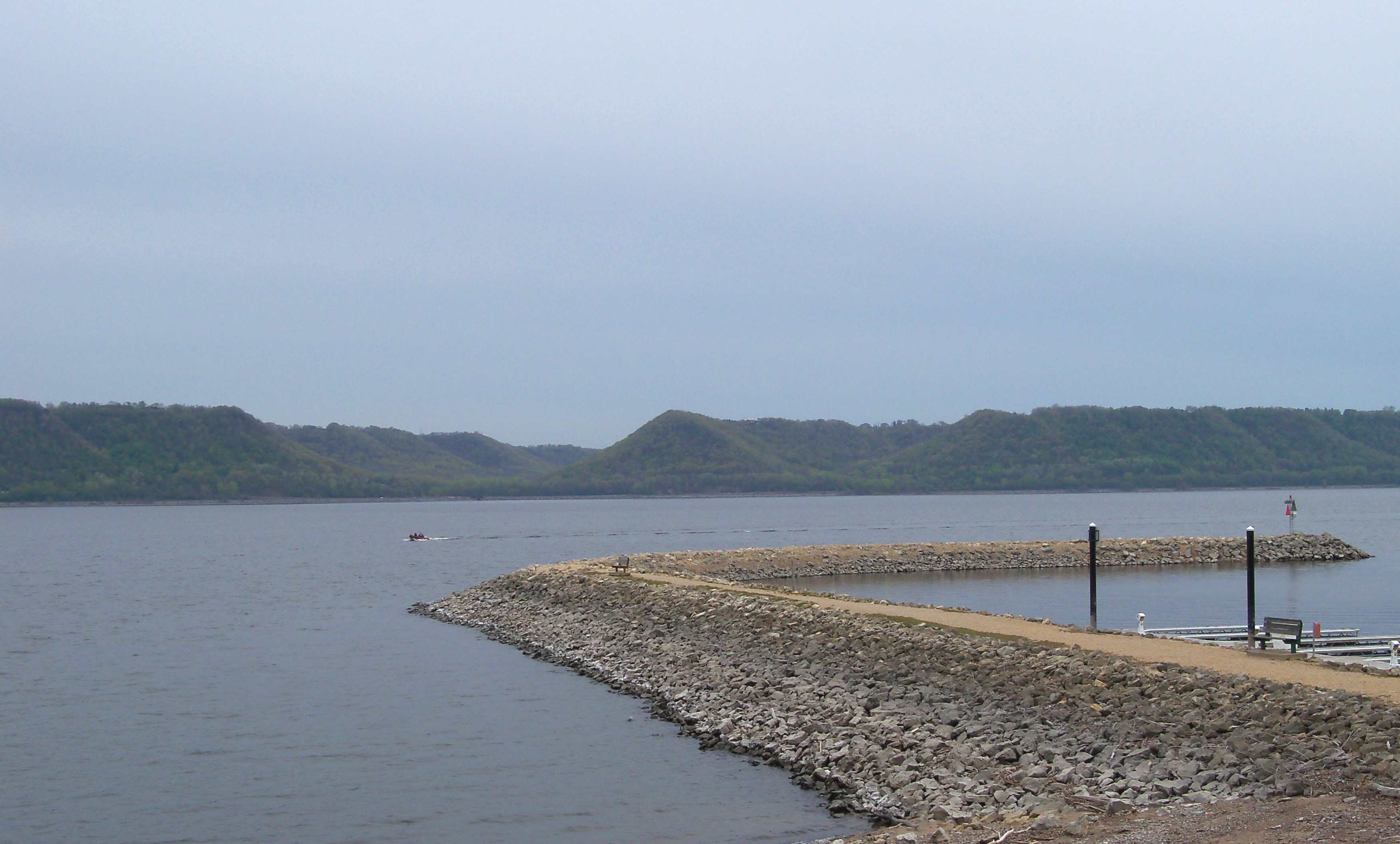
Vue du lac Pepin et du Parc d'État de Frontenac.